# RegioNED
RegioNED is een tv-programma dat wordt uitgezonden op een aantal Nederlandse Regionale Omroepen (zie ook lijst van televisiekanalen). Voorheen werd het ook uitgezonden op Nederland 1. Sinds januari 2022 wordt het programma uitgezonden op NPO 2, aansluitend op het NOS Journaal Regio.
De vaste voice-over van dit programma is Frits Emmelkamp. In RegioNED worden de opmerkelijkste verhalen van de regionale omroepen uitgezonden. Het is een gezamenlijk programma, dat gemaakt wordt door de redactie van bureau regio in Hilversum, geleid door hoofdredacteur Matthijs van Nieuwenhuis.